# Max Bach (Romanist)
Max Bach (* 24. Januar 1921 in Laupheim; † 2. Oktober 2005 in Kalifornien) war ein deutsch-amerikanischer Romanist und Literaturwissenschaftler.

## Leben
Max Bach emigrierte 1933 als Verfolgter des NS-Regimes mit seinen Eltern nach Frankreich und 1938 weiter in die Vereinigten Staaten. Ab 1942 studierte er in Berkeley, leistete von 1943 bis 1946 Kriegsdienst und führte dann sein Studium fort (teils an der Sorbonne, teils in Berkeley). Nach dem Magisterabschluss 1948 wurde er 1953 in Berkeley mit der Arbeit Les romans de Victor Hugo et la critique du jour promoviert. Er ging 1952 an die University of California, Davis. Die Stationen seiner dortigen Laufbahn waren: Instructor 1952, Assistenzprofessor 1954, Associate Professor 1960 und Full Professor des Französischen 1967. 1986 wurde er emeritiert. Ab 1981 war er Besitzer des Restaurants Crepe Bistrot in Davis.